# Lucjan Avgustini

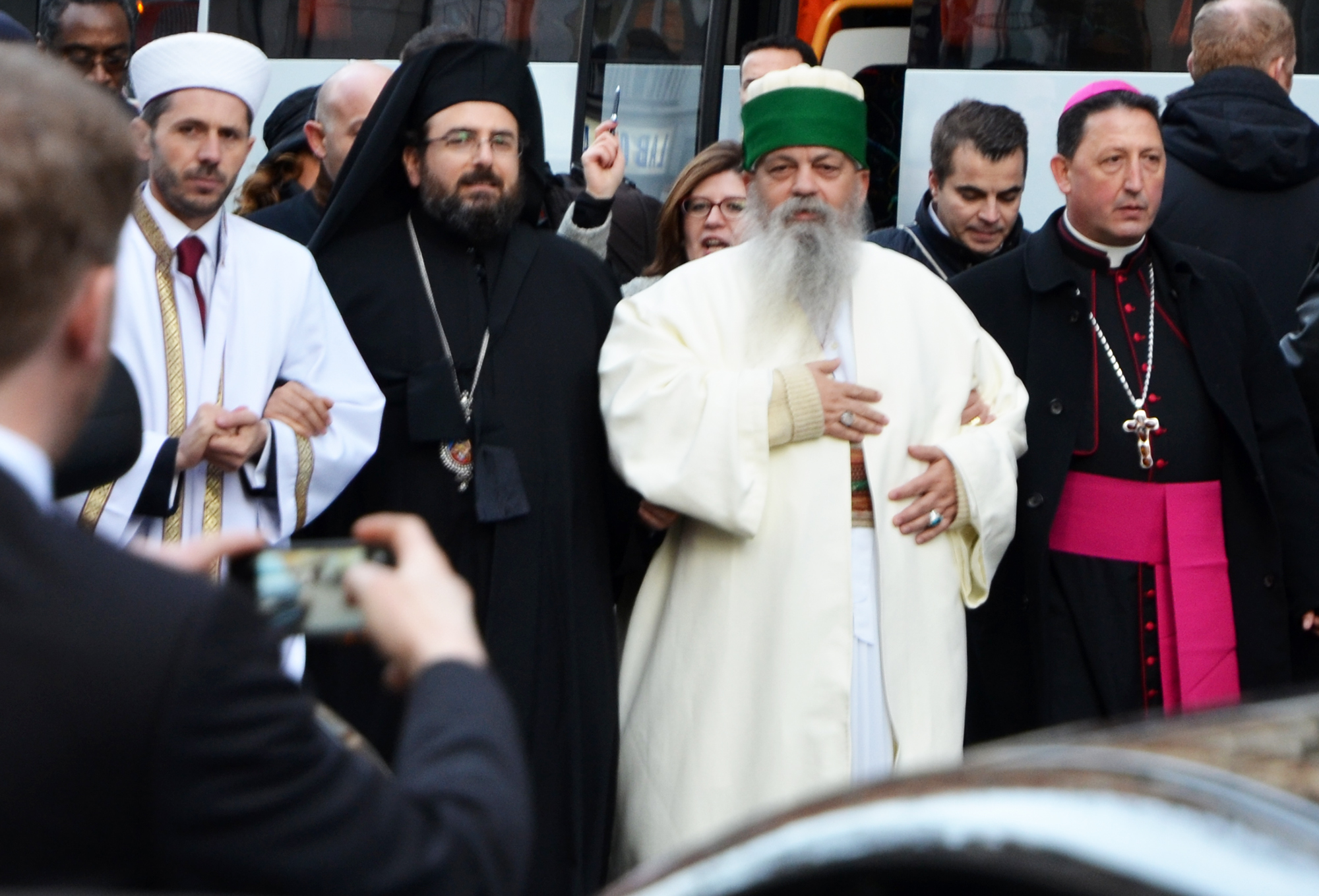
Avgustini rechts neben Vertretern der albanischen Muslime, der Albanischen orthodoxen Kirche und der Bektaschi in Paris bei der Kranzniederlegung für die Opfer des Anschlags auf Charlie Hebdo im Januar 2015

Lucjan Avgustini (* 28. August 1963 in Uroševac, SFR Jugoslawien; † 22. Mai 2016 in Vau-Deja, Albanien) war römisch-katholischer Bischof von Sapa, Albanien.

## Leben
Lucjan Avgustini empfing am 15. August 1989 die Priesterweihe für das Bistum Skopje-Prizren.
Papst Benedikt XVI. ernannte ihn am 12. Dezember 2006 zum Bischof von Sapa. Der Erzbischof von Shkodra-Pult, Angelo Massafra, spendete ihm am 5. Januar  2007 die Bischofsweihe; Mitkonsekratoren waren sein Vorgänger Dodë Gjergji, außerdem der Erzbischof von Bar, Zef Gashi, und Rrok Mirdita, Erzbischof von Tirana-Durrës.
Lucjan Avgustini starb am 22. Mai 2016 nach einer kurzen, schweren Krankheit.